# (3042) Zelinsky
(3042) Zelinsky (1981 EF10; 1975 TY1; 1975 VL; 1982 TO1) ist ein Asteroid des inneren Hauptgürtels, der am 1. März 1981 vom US-amerikanischen Astronomen Schelte John Bus am Siding-Spring-Observatorium in der Nähe von Coonabarabran, New South Wales in Australien (IAU-Code 260) entdeckt wurde.

## Benennung
(3042) Zelinsky wurde nach dem Mathematiker David Zelinsky benannt, der an der Brown University in Providence (Rhode Island) tätig ist und als Student des California Institute of Technology an der Planet-Crossing Asteroid Survey teilnahm.